# Alfred Worm
Alfred Worm (né le 14 juin 1945 à Gmünd, Autriche et mort le 5 février 2007 à Vienne, Autriche), est un journaliste, auteur et universitaire autrichien.
- Notices d'autorité :   - VIAF
  - ISNI
  - LCCN
  - GND
  - Israël
  - WorldCat

Alfred Worm Homepage